# Zeno (Zeitschrift)
Zeno – Zeitschrift für nachhaltiges Bauen (Eigenschreibweise zeno) war ein Fachmagazin, das von 2008 bis 2011 vierteljährlich im Callwey Verlag München erschien.
Zeno wurde 2007 gegründet und richtete sich an Architekten, Fachplaner, Betreiber von Gebäuden, Wissenschaftler und Planungsverantwortliche aller Hochbaugewerke. Zentrales Thema war zukunftsfähiges Bauen – vom Entwurf, über die Planung, den Bau und den Betrieb bis hin zum Rückbau.
Zeno zeigte und beschrieb Architektur im Kontext von Gebäudetechnik, Gebäudebetrieb und Life-Cycle-Aspekten unter dem Gesichtspunkt der Nachhaltigkeit. In Objektberichten, Fachartikeln, wissenschaftlichen Studien und Interviews wurden vorbildliche Bauten, Technologien und Produkte vorgestellt.
Chefredakteur war Ulrich Frieß.